# Edson Brown
Edson L. Brown (ur. 6 maja 1935 w Nowym Jorku) – amerykański pięściarz, uczestnik Igrzysk Olimpijskich w 1952 w Helsinkach. Na igrzyskach wziął udział w turnieju w wadze piórkowej, w pierwszej walce wygrał 3:0 z reprezentantem Indii Benoy Bose, w drugiej wygrał 3:0 z reprezentantem Rumunii Gheorghe Ilie, w trzeciej rundzie przegrał z Josephem Ventają z Francji.